# Groupe de recherches islamo-chrétien
Pour les articles homonymes, voir Gric.
Le Groupe de recherches islamo-chrétien (GRIC) est un collectif international (en France association loi de 1901, inscrite au JORF le 13 octobre 1982) fondé en 1976/1977 par des universitaires tunisiens chrétiens et musulmans, soucieux de sortir de points de vue qu'ils considéraient comme trop apologétiques, polémiques et réducteurs, exprimés lors de beaucoup de conférences sur la religion de l'autre. Sâad Ghrab, Abdelmajid Charfi, Mohammed Benjelloun-Touimi, Abdeslam Bou-Imajdil, ainsi que les prêtres catholiques Claude Geffré, Jacques Levrat et Robert Caspar sont parmi les cofondateurs du GRIC.

## Histoire
En lien avec des amis, de même sensibilité, qui travaillaient déjà, de manière informelle, à Paris, Rabat et Alger, ils ont mis au point une méthode de travail, et élaboré une charte. À Alger, Paris, Rabat et Tunis, se sont alors mis en place des groupes de chercheurs qui se sont attelés à un travail commun, notamment sur la Bible et le Coran. Par la suite, de nouveaux groupes sont nés comme à Beyrouth, d’autres se sont arrêtés. Ainsi, les groupes d’Alger et de Bruxelles, après quelques années de collaboration, ont mis fin à leurs activités. Il y eut aussi des groupes épisodiques à Dakar, au Caire et à Barcelone. En tant que collectif, le GRIC est l'auteur de plusieurs ouvrages publiés au cours des années 1980 à 2000, notamment Ces Écritures qui nous questionnent, La Bible et le Coran en 1987, qui « s'efforce d'aplanir les principaux points de friction entre chrétiens et musulmans ». 
Le GRIC continue de travailler dans cette perspective. Sa spécificité par rapport à d'autres groupes islamo-chrétiens existant vient d'une part du souci d'associer des participants impliqués dans la recherche scientifique et croyants et d'autre part d'un travail commun entre chrétiens et musulmans sur les textes : non pas deux religions qui se situent l’une en face de l’autre, mais deux religions soucieuses d’entrer ensemble dans une meilleure compréhension de Dieu et de l’homme. Il existait en 2008 un groupe à Tunis, un à Rabat, un à Paris et un à Beyrouth.
Outre les cofondateurs déjà mentionnés, le GRIC compte ou a compté parmi ses membres de personnalités comme Mohammed Arkoun, Mohamed Talbi,, Henri de la Hougue, Asma Nouira (ces deux derniers en sont aujourd'hui les coprésidents) et Kamel Meziti. 

## Publications du GRIC
- GRIC, Ces Écritures qui nous questionnent, la Bible et le Coran, Paris, le Centurion, 1987, 159 p. ; ce livre a été également publié en anglais (Muslim Christian Research Group, The Challenge of the Scriptures, the Bible and the Qu’ran, New York, Maryknoll – Orbis Books, 1989, 104 p.), arabe, italien, catalan et espagnol ;
- GRIC, Foi et Justice, un défi pour le christianisme et pour l’islam, Paris, le Centurion, 1993, 325 p.
- GRIC, Pluralisme et laïcité, chrétiens et musulmans proposent, Paris, Bayard éditions / le Centurion, 1996, 265 p.
- GRIC, Péché et responsabilité éthique dans le monde contemporain, Paris, Bayard éditions, 2000, 261 p.
- GRIC, Croire au lendemain d’un changement de siècle, 2002, 14 p.
- Vincent Feroldi (dir.), Chrétiens et musulmans en dialogue : les identités en devenir. Travaux du GRIC (1996-2003), Paris, L’Harmattan, Religions et Spiritualité, 2003, 390 p.